# Методологија проучавања књижевности
Методологија проучавања књижевности је дисциплина која испитује основне облике научног истраживања књижевности и систематског излагања о књижевности. Методологија науке о књижевности је неодвојиви део теорије књижевности.
Методолошки проблеми:
1. питање самосталности науке о књижевности — једни мисле да је наука о књижевности потпуно самостална, а други да је то грана неке друге науке;
2. тип науке који се узима као узор у науци о књижевности (разлике између природних и друштвених наука);
3. јединствен метод или сарадња више различитих метода — данас је уверење о једној методи превазиђено, а доминира схватање о потреби усвајања искустава многих и разнородних учења.

Традиција проучавања књижевности се своди на три извора:
1. Проучавање је било у склопу филозофских расправа о смислу и уметности (Платон и Аристотел први постављају питање односа филозофије и уметности, а на тим темељима се развија ренесансна епоха). Филозофска проблематика и данас делује у теорији књижевности и књижевној критици.
2. Проучавање књижевности као сачувана дела, у чему су значајну улогу одиграли библиотекари хеленског доба. Библиотекари су због лакшег сналажења састављали пописе по књижевним врстама у библиотекама Александрије и Пергама, али су попису дела додавали и коментаре. Њихов циљ је био да уредно среде и сачувају књижевну баштину, не знајући да на тај начин постављају темеље историје књижевности.
3. Реторика такође представља традицију проучавања књижевности. То је била наука о говорништву, а обухватила је многа сазнања о језику књижевности и о начелима вредновања књижевних дела. Данашњи поглед на књижевност као вид комуникације између писца и читаоца води корене из реторике. Основни правци су: позитивизам, руски формализам, психоанализа, структурализам.